# Ypsiloneule

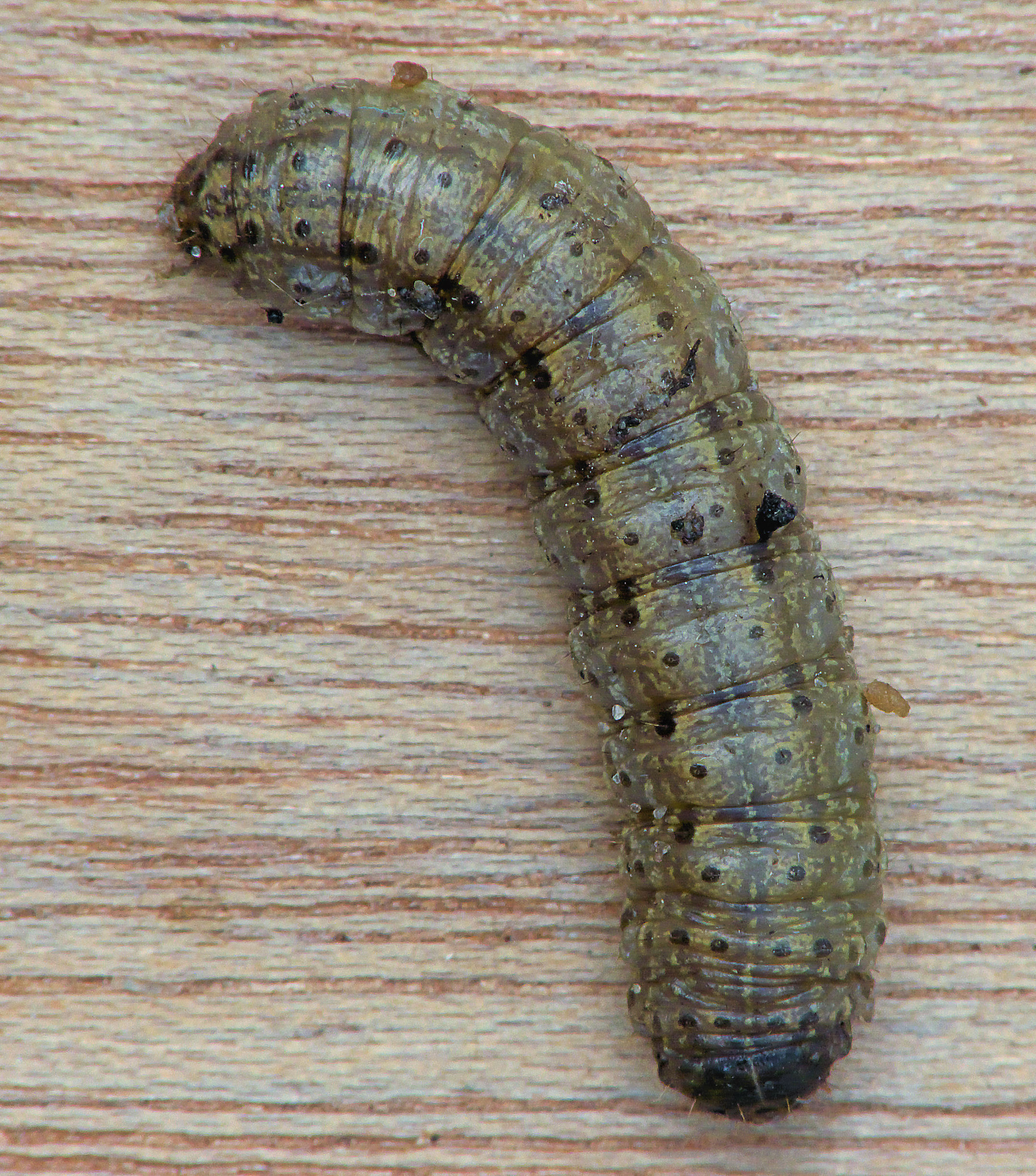
Raupe der Ypsiloneule

Die Ypsiloneule (Agrotis ipsilon), auch Ipsiloneule oder Gemeine Kräuterflur-Bodeneule genannt, ist ein Schmetterling (Nachtfalter) aus der Familie der Eulenfalter (Noctuidae).

## Merkmale
Die Falter haben eine Flügelspannweite von 40 bis 56 Millimeter. Die Farbe der Vorderflügel variiert von hell- bis dunkelbraun, wobei die Weibchen meist dunkler als die Männchen sind. Gelegentlich kommen auch grauweißlich-aufgehellte und grauschwarz-verdunkelte Exemplare vor. Wie beim Ausrufungszeichen besitzt auch diese Art einen schwarzen Strich auf dem Vorderflügel, der von einem nierenförmigen Makel in der hinteren Hälfte des Flügels ausgeht und nach außen zeigt. Zum Flügelansatz hin liegen zwei kleinere Pfeilstriche, die von außen nach innen weisen. Die Hinterflügel sind weiß und wirken fast durchsichtig.
Die Eier sind abgeplattet, schwach gerippt und leicht gelblich, später dunkler werdend.
Die Raupen sind erdbraun bis graubraun gefärbt und glänzen. Die Unterseite ist meist etwas heller.
Die Puppe ist rotbraun.

## Geographische Verbreitung und Lebensraum
Man findet diese Art in offenen Landschaften wie Gärten oder Äckern weltweit, mit Ausnahme der Tropen. Sie fehlt in Europa nur in Nordskandinavien und Nordrussland. Die weltweiten Bestände schwanken aber stark und sind sehr wetterabhängig. In Mitteleuropa bevorzugen sie die wärmeren, tieferen Lagen, kommen aber auch in geringerer Zahl in den Mittelgebirgen vor.

## Lebensweise
Jedes Jahr fliegen die Ypsiloneulen in meist großer Zahl von den Mediterrangebieten über die Alpen nach Mitteleuropa ein. Die Anzahl schwankt stark in Abhängigkeit vom Wetter in Italien und Spanien. Einzelne Falter scheinen auch milde Winter in Europa zu überstehen. Die eingeflogenen, die wenigen verbliebenen oder im Frühjahr frisch geschlüpften Falter aus überwinternden Raupen legen ab April ihre Eier ab und sterben dann. Gelegentlich kommt es auch zur Massenvermehrung in Abhängigkeit von der Zahl der eingeflogenen Falter und der Witterung in Mitteleuropa. In einem Jahr mit mildem Winter überleben Raupen verschiedener Stadien auch in Deutschland. In einem strengen Winter sterben nicht nur die verbliebenen wenigen Falter, sondern auch die meisten Raupen und Puppen ab. Die Falter kann man daher mit Ausnahme der Wintermonate fast das ganze Jahr über in Mitteleuropa antreffen. Eingeflogene Falter kann man in Mitteleuropa von April bis Juni häufiger finden. Zwischen Juli und November fliegt in Mitteleuropa dann eine zweite Generation, entweder die Nachkommen der wenigen Überwinterer oder die der Zuwanderer. Das Maximum des Fluges ist im August/September, in höheren Lagen etwas später. Der Großteil der spät geschlüpften Falter zieht dann wieder in den Süden und scheint hier keine Eier mehr abzulegen. Zumindest wurde bei Massenzuchten ein starker Wandertrieb beobachtet. Ob die Falter tatsächlich auch wieder in den Mediterrangebieten ankommen, ist wie bei vielen Wanderfalterarten nicht sicher. Nur wenige Falter versuchen hier zu überwintern, um im Frühjahr in Mitteleuropa ihre Eier abzulegen. Die Falter besuchen Blumen und lassen sich mit Zucker ködern. Unter günstigen Bedingungen werden drei bis vier Generationen pro Jahr gebildet.
Die Raupen graben sich in den Boden ein, um an die Wurzeln der Pflanzen zu kommen. Sie ernähren sich von den Wurzeln von Wildgräsern, aber auch von Nutzpflanzen wie Kohl und verschiedene Gemüsearten. Auch in Zuckerrübenfeldern wurden schon Massenvorkommen beobachtet. Die Überwinterung und Verpuppung geschieht in einer kleinen Höhlung.
Als Anpassung an die Wanderzüge in die kälteren Regionen zeigen diese Falter eine relativ kurze Entwicklungszeit. Die Eiraupen schlüpfen nach ein bis drei Wochen aus den Eiern. Im Sommer wachsen die Raupen sehr schnell innerhalb eines Monats heran, und die Puppenruhe ist auch nur von kurzer Dauer.

## Nomenklatur
Der deutsche Name Ypsiloneule rührt von einer lange benutzten falschen Schreibweise des Artnamens ypsilon her. Der ursprünglich vom Autor Johann Siegfried Hufnagel 1766 vorgeschlagene Name ist aber ipsilon, der nach den Regeln der Zoologischen Nomenklatur auch aufgrund der mutmaßlich falschen Schreibweise nicht verändert werden darf. Daher heißt es auf Deutsch Ypsiloneule, aber der wissenschaftliche Artname ist Agrotis ipsilon.